# Смирнов Юрій Костянтинович
Юрій Костянтинович Смірнов, державний радник митної служби 2-го рангу; Донбаська регіональна митниця, начальник (1997—1999).
Народився 2 червня 1939 (м. Кологрив, Костромська область, Росія); росіянин; батько Костянтин Костянтинович (1915—1941) — загинув у війну; мати Тетяна Миколаївна (1915—1998); дружина Маргарита Іванівна (1938) — пенс.; дочка Олена (1964) — лікар; син Костянтин (1971) — інженер.
Освіта: Український заочний поліетнічний інститут (1963–1969), інженер-механік; Академія суспільних наук при ЦК КПРС.
Народний депутат України 12(1)-го скликання з березня 1990 (1-й тур) до 06.1992, Краснолиманський виборчій округ № 130, Донецька область, член Комісії з питань діяльності рад народних депутатів, розвитку місцевого самоврядування.
1962—1972 — учень, пресувальник, інженер-технолог, начальник цеху Артемівського заводу «Перемога праці».
1972—1978 — інструктор, завідувач промислово-транспортного відділу, другий секретар Артемівського МК КПУ.
1978—1980 — директор Артемівського алебастрового комбінату.
1980—1983 — перший секретар Артемівського МК КПУ.
1983—1987 — завідувач відділу легкої промисловості та товарів народного споживання Донецького ОК КПУ.
1987—1988 — перший заступник голови виконкому Донецької облради народних депутатів.
22.06.1988-31.08.1989 — другий секретар Донецького ОК КПУ.
25.08.1989-04.1990 — голова виконкому Донецької облради народних депутатів.
03.04.1990-04.1992 — голова Донецької облради народних депутатів.
20.12.1990-03.1992 — голова виконкому Донецької облради народних депутатів.
20.03.1992-03.1995 — Представник Президента України в Донецькій області.
09.1994-1997 — начальник Південно-Східного територіального митного управління Акад. АЕНУ.
Член КПРС (1963–1991).
Державний службовець 1-го рангу (квітень 1994).

## Нагороди
Орден «За заслуги» III ступеня (липень 2012), Заслужений економіст України (лютий 1999). Ордени Дружби народів (1986), «Знак Пошани» (1976). Медалі «За доблесну працю на ознаменування 100-річчя з дня народження В. І. Леніна» (1970), «Ветеран праці» (1985).